# John Thomas Toohey
John Thomas Toohey (Glebe, 30 gennaio 1905 – Maitland, 24 settembre 1975) è stato un vescovo cattolico australiano.

## Biografia
John Thomas Toohey nacque a Glebe, un sobborgo di Sydney, il 30 gennaio 1905 in una famiglia con sette figli.
Studiò a Forest Lodge, un sobborgo di Sydney, presso scuole gestite dalle suore del Buon Samaritano e presso i Fratelli di San Patrizio e successivamente studiò presso la Marist Brothers' High School a Darlinghurst e completò gli studi prima presso il St Columba's Catholic College a Springwood e poi nel Seminario di San Patrizio a Manly.
Fu ordinato presbitero nella cattedrale di Santa Maria il 30 novembre 1927 dall'arcivescovo Michael Kelly, incardinandosi nell'arcidiocesi di Sydney. 
Dopo l'ordinazione sacerdotale svolse il suo servizio pastorale nei sobborghi di Naremburn e Camperdown a Sydney, e Croydon e Richmond a Melbourne dal 1927 al 1934, quando iniziò il suo ministero nella parrocchia della cattedrale di Santa Maria. Nel 1937 fu nominato cappellano e segretario dell'arcivescovo Norman Gilroy. Nel 1944 fu nominato cancelliere dell'arcidiocesi di Sydney. In occasione del concistoro, accompagnò a Roma l'arcivescovo Gilroy per la sua creazione a cardinale. Durante la stessa occasione fu nominato prelato d'onore di Sua Santità.
L'11 marzo 1948 papa Pio XII lo nominò vescovo coadiutore di Maitland, assegnandogli la sede titolare di Verinopoli. Ricevette l'ordinazione episcopale il 4 aprile seguente per imposizione delle mani del cardinale Norman Gilroy. Succedette al governo della diocesi 8 anni dopo, il 4 marzo 1956, giorno della morte del suo predecessore.
Resse la diocesi per quasi 19 anni e mezzo; morì improvvisamente a Maitland il 24 settembre 1975 all'età di 70 anni. Oltre 40 anni dopo si scoprì che durante il suo ministero coprì diversi casi di abusi sessuali compiuti da un sacerdote della sua diocesi, tale padre Denis McAlinden, commessi in oltre 50 anni di servizio senza che fosse mai fermato, nonostante la situazione fosse conosciuta.

## Genealogia episcopale
La genealogia episcopale è:
- Cardinale Scipione Rebiba
- Cardinale Giulio Antonio Santori
- Cardinale Girolamo Bernerio, O.P.
- Arcivescovo Galeazzo Sanvitale
- Cardinale Ludovico Ludovisi
- Cardinale Luigi Caetani
- Cardinale Ulderico Carpegna
- Cardinale Paluzzo Paluzzi Altieri degli Albertoni
- Papa Benedetto XIII
- Papa Benedetto XIV
- Papa Clemente XIII
- Cardinale Marcantonio Colonna
- Cardinale Giacinto Sigismondo Gerdil, B.
- Cardinale Giulio Maria della Somaglia
- Cardinale Carlo Odescalchi, S.I.
- Cardinale Costantino Patrizi Naro
- Cardinale Serafino Vannutelli
- Cardinale Domenico Serafini, O.S.B.
- Cardinale Pietro Fumasoni Biondi
- Arcivescovo Filippo Bernardini
- Cardinale Norman Gilroy
- Vescovo John Thomas Toohey